# 天津增十四
天鵝座35，又名BD+34 3967，HD 193370、SAO 69806、HR 7770，是天鵝座的一颗恒星，视星等为5.17，位于銀經73.4，銀緯-0.54，其B1900.0坐标为赤經20h 14m 48.6s，赤緯+34° -0.54′ 12″。